# Campeonato Mundial de Atletismo em Pista Coberta de 2012 - 60 m feminino
A prova dos 60 metros feminino do Campeonato Mundial de Atletismo em Pista Coberta de 2012 foi disputada entre 10 e 11 de março na Ataköy Athletics Arena em Istambul, Turquia.

## Recordes
Antes desta competição, os recordes mundiais e do campeonato nesta prova eram os seguintes:
|    | Nome            | Nacionalidade  | Tempo | Local   | Data                                           |
| -- | --------------- | -------------- | ----- | ------- | ---------------------------------------------- |
| WR | Irina Privalova | Rússia         | 6s 92 | Madri   | 11 de fevereiro de 1993 9 de fevereiro de 1995 |
| CR | Gail Devers     | Estados Unidos | 6s 95 | Toronto | 12 de março de 1993                            |

## Medalhistas
| Ouro                          | Prata                 | Bronze               |
| Veronica Campbell-Brown (JAM) | Murielle Ahouré (CIV) | Tianna Madison (USA) |

## Cronograma
| Data        | Hora  | Evento    |
| ----------- | ----- | --------- |
| 10 de março | 10:10 | Bateria   |
| 11 de março | 14:15 | Semifinal |
| 11 de março | 17:05 | Final     |

## Resultados

### Bateria
Qualificação: 2 atletas de cada bateria (Q) mais os 8 melhores qualificados (q). 
| Colocação | Bateria | Atleta                       | Nacionalidade                  | Tempo | Notas    |
| --------- | ------- | ---------------------------- | ------------------------------ | ----- | -------- |
| 1         | 2       | Gloria Asumnu                | Nigéria                        | 7.19  | Q        |
| 1         | 4       | Iwet Łałowa                  | Bulgária                       | 7.19  | Q        |
| 3         | 6       | LaVerne Jones-Ferrette       | Ilhas Virgens Americanas       | 7.21  | Q        |
| 4         | 5       | Murielle Ahouré              | Costa do Marfim                | 7.23  | Q        |
| 4         | 8       | Chandra Sturrup              | Bahamas                        | 7.23  | SB, Q    |
| 6         | 3       | Barbara Pierre               | Estados Unidos                 | 7.24  | Q        |
| 6         | 8       | Tianna Madison               | Estados Unidos                 | 7.24  | Q        |
| 8         | 4       | Dafne Schippers              | Países Baixos                  | 7.28  | Q        |
| 9         | 2       | Chisato Fukushima            | Japão                          | 7.29  | NR, Q    |
| 9         | 7       | Veronica Campbell-Brown      | Jamaica                        | 7.29  | Q        |
| 11        | 5       | Julija Bałykina              | Bielorrússia                   | 7.31  | Q        |
| 12        | 2       | Julija Nieściarenka          | Bielorrússia                   | 7.33  | q        |
| 12        | 1       | Audrey Alloh                 | Itália                         | 7.33  | PB, Q    |
| 14        | 1       | Aleen Bailey                 | Jamaica                        | 7.34  | Q        |
| 15        | 3       | Vida Anim                    | Gana                           | 7.35  | Q        |
| DSQ       | 6       | Inna Eftimowa                | Bulgária                       | 7.35  | Q Doping |
| 15        | 7       | Wei Yongli                   | China                          | 7.35  | Q        |
| 17        | 1       | Asha Philip                  | Reino Unido                    | 7.37  | q        |
| 17        | 4       | Lina Grinčikaitė             | Lituânia                       | 7.37  | q        |
| 19        | 7       | Go'zal Xubbieva              | Uzbequistão                    | 7.39  | q        |
| 20        | 3       | Katerina Cechová             | Chéquia                        | 7.40  | q        |
| 20        | 6       | Ana Cláudia Silva            | Brasil                         | 7.40  | PB, q    |
| 20        | 8       | Jodie Williams               | Reino Unido                    | 7.40  | q        |
| 23        | 5       | Wiktorija Pjataczenko        | Ucrânia                        | 7.43  | q        |
| 24        | 5       | Tao Yujia                    | China                          | 7.44  |          |
| 25        | 1       | Sónia Tavares                | Portugal                       | 7.45  |          |
| 25        | 2       | Olga Błudowa                 | Cazaquistão                    | 7.45  |          |
| 27        | 3       | Delphine Atangana            | Camarões                       | 7.47  |          |
| 27        | 6       | Jamile Samuel                | Países Baixos                  | 7.47  |          |
| 29        | 2       | Feta Ahamada                 | Comores                        | 7.49  |          |
| 29        | 7       | Jekatierina Fiłatowa         | Rússia                         | 7.49  |          |
| 31        | 4       | Wiktorija Ziabkina           | Cazaquistão                    | 7.55  |          |
| 32        | 6       | Anasztázia Nguyen            | Hungria                        | 7.59  |          |
| 33        | 4       | Globine Mayova               | Namíbia                        | 7.64  | NR       |
| 34        | 3       | Yee Pui Fong                 | Hong Kong                      | 7.67  |          |
| 35        | 5       | Rebecca Camilleri            | Malta                          | 7.68  | PB       |
| 35        | 8       | Ching-Hsien Lao              | Taiwan                         | 7.68  |          |
| 37        | 2       | Ýelena Rýabowa               | Turquemenistão                 | 7.76  |          |
| 37        | 8       | Karene King                  | Ilhas Virgens Britânicas       | 7.76  |          |
| 39        | 5       | Dana Abdulrazak              | Iraque                         | 7.78  | SB       |
| 40        | 6       | Martina Pretelli             | San Marino                     | 7.79  |          |
| 41        | 5       | Mary Jane Vincent            | Ilhas Maurícias                | 7.84  |          |
| 42        | 4       | Niafatul Aini                | Indonésia                      | 7.92  |          |
| 43        | 7       | Hrafnhild Hermódsdóttir      | Islândia                       | 7.97  |          |
| 44        | 2       | Shinelle Proctor             | Anguila                        | 8.01  | PB       |
| 44        | 8       | Mariette Mien                | Burquina Fasso                 | 8.01  | PB       |
| 46        | 4       | Lovelite Detenamo            | Nauru                          | 8.04  | NR       |
| 47        | 3       | Patricia Taea                | Ilhas Cook                     | 8.06  | NR       |
| 48        | 8       | Hinikissia Albertine Ndikert | Chade                          | 8.13  | PB       |
| 49        | 1       | Papia Rani Sarkar            | Bangladesh                     | 8.17  |          |
| 50        | 1       | Anna Bułanowa                | Quirguistão                    | 8.19  |          |
| 50        | 8       | Chauzje Choosha              | Zâmbia                         | 8.19  | NR       |
| 52        | 1       | Maria Inaly Morazán          | Nicarágua                      | 8.29  | PB       |
| 53        | 1       | Rachel Abrams                | Marianas Setentrionais         | 8.31  | PB       |
| 54        | 4       | Anna Sirvent                 | Andorra                        | 8.37  |          |
| 55        | 3       | Belinda Talakai              | Tonga                          | 8.45  | PB       |
| 56        | 7       | Terani Faremiro              | Polinésia Francesa             | 8.46  | PB       |
| 57        | 2       | Pauline Kwalea               | Ilhas Salomão                  | 8.48  | PB       |
| 58        | 5       | Colleen Gibbons              | Palau                          | 8.88  | PB       |
| 59        | 6       | Daphne Nalawas               | Vanuatu                        | 9.06  | PB       |
| 60        | 7       | Tio Elita                    | Kiribati                       | 9.14  | PB       |
| 61        | 7       | Tahmina Kohistani            | Afeganistão                    | 9.32  | NR       |
|           | 3       | Wangchuk Tashi Eden          | Butão                          | DNS   |          |
|           | 6       | Elysa Ndaya Kabeya           | República Democrática do Congo | DNS   |          |

### Semifinal
Qualificação: 2 melhores de cada bateria (Q) mais 2 melhores colocados (q). 
| Colocação | Bateria | Atleta                  | Nacionalidade            | Tempo | Notas  |
| --------- | ------- | ----------------------- | ------------------------ | ----- | ------ |
| 1         | 1       | Veronica Campbell-Brown | Jamaica                  | 7.12  | Q      |
| 2         | 2       | Murielle Ahouré         | Costa do Marfim          | 7.13  | Q      |
| 3         | 2       | Tianna Madison          | Estados Unidos           | 7.17  | Q      |
| 4         | 1       | Barbara Pierre          | Estados Unidos           | 7.19  | Q      |
| 5         | 1       | Gloria Asumnu           | Nigéria                  | 7.20  | q      |
| 6         | 3       | Chandra Sturrup         | Bahamas                  | 7.21  | Q, SB  |
| 7         | 3       | Iwet Łałowa             | Bulgária                 | 7.23  | Q      |
| 8         | 3       | Aleen Bailey            | Jamaica                  | 7.23  | q      |
| 9         | 1       | Asha Philip             | Reino Unido              | 7.24  |        |
| 10        | 2       | Dafne Schippers         | Países Baixos            | 7.25  |        |
| 10        | 3       | Guzel Khubbieva         | Uzbequistão              | 7.25  | SB     |
| 12        | 1       | Lina Grinčikaitė        | Lituânia                 | 7.26  | PB     |
| 13        | 1       | Julija Bałykina         | Bielorrússia             | 7.28  |        |
| 14        | 2       | Katerina Cechová        | Chéquia                  | 7.31  |        |
| 14        | 3       | Julija Nieściarenka     | Bielorrússia             | 7.31  |        |
| 16        | 3       | Jodie Williams          | Reino Unido              | 7.32  |        |
| 17        | 2       | Wei Yongli              | China                    | 7.35  | SB     |
| 18        | 1       | Vida Anim               | Gana                     | 7.36  |        |
| 18        | 2       | Ana Cláudia Silva       | Brasil                   | 7.36  | PB     |
| 20        | 3       | Audrey Alloh            | Itália                   | 7.38  |        |
| 21        | 1       | Viktorya Pyatachenko    | Ucrânia                  | 7.41  |        |
| DSQ       | 2       | Inna Eftimowa           | Bulgária                 | 7.44  | Doping |
|           | 2       | LaVerne Jones-Ferrette  | Ilhas Virgens Americanas | DSQ   |        |
|           | 3       | Chisato Fukushima       | Japão                    | DNS   |        |

### Final
A final ocorreu dia 11 de março.
| Colocação         | Raia | Atleta                  | Nacionalidade   | Tempo | Notas |
| ----------------- | ---- | ----------------------- | --------------- | ----- | ----- |
| Medalha de ouro   | 4    | Veronica Campbell-Brown | Jamaica         | 7.01  | WL    |
| Medalha de prata  | 5    | Murielle Ahouré         | Costa do Marfim | 7.04  | NR    |
| Medalha de bronze | 3    | Tianna Madison          | Estados Unidos  | 7.09  |       |
| 4                 | 7    | Barbara Pierre          | Estados Unidos  | 7.14  |       |
| 5                 | 6    | Chandra Sturrup         | Bahamas         | 7.19  | SB    |
| 6                 | 2    | Gloria Asumnu           | Nigéria         | 7.22  |       |
| 7                 | 1    | Aleen Bailey            | Jamaica         | 7.24  |       |
| 8                 | 8    | Iwet Łałowa             | Bulgária        | 7.27  |       |

Legenda
| Recorde mundial       | Recorde mundial (World record)               |                       | Recorde africano                      | Recorde africano (African) |                                           | Q | Classificado por posição (Qualified) |
| Recorde do campeonato | Recorde do campeonato (Championship record)  | Recorde da América    | Recorde da América (Americas)         | q                          | Classificado por melhor tempo (Qualified) |   |                                      |
| Melhor marca do ano   | Melhor marca do ano (World leading)          | Recorde asiático      | Recorde asiático (Asian)              | DNS                        | Não largou (Did not start)                |   |                                      |
| Recorde nacional      | Recorde nacional (National record)           | Recorde europeu       | Recorde europeu (European)            | DNF                        | Não terminou (Did not finish)             |   |                                      |
| Recorde pessoal       | Recorde pessoal do atleta (Personal best)    | Recorde da Oceania    | Recorde da Oceania (Oceania)          | DSQ / DQ                   | Desclassificado (Disqualified)            |   |                                      |
| Recorde da temporada  | Recorde da temporada do atleta (Season best) | Recorde sul-americano | Recorde sul-americano (South America) | NM                         | Sem marca (No mark)                       |   |                                      |